# Mistery, Alaska
Mistery, Alaska (Mystery, Alaska) è un film statunitense del 1999 diretto da Jay Roach.

## Trama
A Mystery, cittadina immaginaria dell'Alaska, l'hockey su ghiaccio è lo sport di casa. Tutti o quasi i giovani del posto pattinano e giocano a livelli d'eccellenza, tanto che ogni sabato si disputa una partita quattro contro quattro fra giocatori scelti da un apposito comitato composto dalle locali personalità di spicco, fra le quali il sindaco.

A seguito di un articolo su Sports Illustrated, scritto da un loro compaesano, agli abitanti di Mystery viene proposta un'amichevole fra la loro migliore selezione e i New York Rangers, militanti nell'NHL.

Fra mille difficoltà, a cui si aggiunge il momentaneo ripensamento del sestetto professionista, e superando molteplici attriti interpersonali, anche il campo da gioco (uno stagno ghiacciato) viene trasformato in un dignitoso impianto sportivo.

La partita, una battaglia in cui mente, corpo e spirito di coesione vengono messi a dura prova, termina 5-4 per i N.Y. Rangers, che alla fine offrono a due dei loro avversari (Connor Banks e il giovane Stevie Weeks) un contratto da professionisti, per la gioia dei beneficiari e della popolazione lì accorsa.

## Produzione
Il film è stato prodotto dalla Baldwin/Cohen Productions, con la collaborazione di Hollywood Pictures e Rocking Chair Productions. Gli effetti speciali sono a opera della Pacific Vision Productions. I costumi sono stati forniti dalla Sportsrobe, la Filmworks Catering ha organizzato il catering, mentre della ristorazione si è occupata la Roundabout Entertainment. Il titolo è stato ideato dalla Buena Vista Imaging. Le scene sono state girate dal 26 gennaio al 18 aprile 1998 completamente in Canada, più precisamente a Canmore e al Parco nazionale Banff (entrambi situati nella provincia di Alberta). In origine c'era l'intenzione di girare il film a Rossland, nella Columbia Britannica, e si sarebbe dovuto chiamare "Face Off". Il budget per la realizzazione della pellicola ammonta a circa 28000000 $.

## Distribuzione
Il film è stato distribuito negli Stati Uniti il 1º ottobre 1999; a Porto Rico il 7 ottobre; in Slovacchia il 28 ottobre; in Portogallo il 7 gennaio 2000 con il nome Alaska Escaldante; in Malaysia il 20 gennaio; in Estonia il 28 gennaio; in Nuova Zelanda il 10 febbraio; In Italia il 28 febbraio; in Australia il 16 marzo; in Islanda il 28 aprile; in Argentina il 9 maggio come Alaska ardiente; nelle Filippine il 10 maggio; in Giappone il 19 luglio; nel Regno Unito in agosto; in Sudafrica l'11 agosto; in Ungheria il 26 novembre come Majd, ha fagy!.

### Divieto
Il film è stato vieto ai minori di 6 anni in Germania; minori di 7 in Svezia; 12 in Portogallo; 13 in Spagna e Filippine; 15 in Regno Unito; 16 in Argentina. Censura più severa negli Stati Uniti, dove la Motion Picture Association of America (MPAA) ha valutato il film R (restricted), ovvero vietato ai minori di 17 anni non accompagnati dai genitori, ma soprattutto in Malaysia e a Singapore, dove fu vietato ai minori di anni 18.

## Accoglienza
Nel primo week-end di apertura in patria incassa 3102191 $, mentre il guadagno totale ammonta a circa 8888143 $. La pellicola viene accolta abbastanza positivamente: su IMDb ottiene un punteggio di 6,7/10; su MYmovies 2,5/5; su AllMovie 5/10.

## Riconoscimenti
- 1999 - The Stinkers Bad Movie Awards
  - Candidatura Peggior acconciatura di un uomo sullo schermo